# Half-Life: Alyx
Half-Life: Alyx ist ein Virtual-Reality-Ego-Shooter des US-amerikanischen Entwicklerstudios Valve. Das Spiel wurde am 23. März 2020 für Microsoft Windows veröffentlicht, eine Version für Linux mit Vulkan-Unterstützung folgte am 15. Mai 2020. Half-Life: Alyx ist ein Prequel zu Half-Life 2 und regulärer Teil der Half-Life-Serie. Zum Spielen wird ein Virtual-Reality-Headset vorausgesetzt.
Das Spiel handelt von Alyx Vance, die mit ihrem Vater gegen die Besetzung der Erde durch ein multidimensionales Imperium namens Combine kämpft.

## Gameplay
Half-Life: Alyx ist als reines Virtual-Reality-Spiel ausgelegt. Eine Veröffentlichung für die Nutzung ohne VR-Headset ist nicht vorgesehen, da die Spielmechaniken speziell für die virtuelle Realität entwickelt wurden. Das Spiel ist kompatibel mit den VR-Brillen Valve Index, HTC Vive, Oculus Rift, Oculus Quest, HTC Vive Cosmos Elite und verschiedenen Windows-Mixed-Reality-Modellen. Die Steuerung erfolgt über zwei Hand-Controller. Da diese Steuerung nicht barrierefrei ist, gibt es alternativ dazu eine angepasste Steuerung, die mit einem einzelnen Controller funktioniert.

## Handlung
Die Handlung von Half-Life: Alyx spielt nach den Ereignissen von Half-Life und fünf Jahre vor Half-Life 2. Der Spieler übernimmt jedoch nicht die Rolle des bisherigen Protagonisten Gordon Freeman, sondern von Alyx Vance, einer Widerstandskämpferin, die zusammen mit ihrem Vater, Eli Vance, gegen die Besetzung der Erde durch die Combine, einer außerirdischen Rasse, kämpft.

## Entwicklungsgeschichte
| Charakter          | Sprecher                |
| ------------------ | ----------------------- |
| Alyx Vance         | Ozioma Akagha           |
| Dr. Eli Vance      | James Moses Black       |
| Russell            | Rhys Darby              |
| Vortigaunts        | Tony Todd               |
| G-Man              | Michael Shapiro         |
| Overwatch          | Ellen McLain            |
| Olga               | Cissy Jones             |
| Larry              | Rich Sommer             |
| Drone              | Rich Sommer             |
| Combine Soldier    | Rich Sommer             |
| Scientist          | Kim Dickens             |
| Combine Suppressor | Isaac C. Singleton, Jr. |
| Combine Grunt      | Jason Vande Brake       |
| Combine Charger    | Michael Schwalbe        |
| Combine Ordinal    | Rajia Baroudi           |
| Combine Guy        | Rick Zieff              |
| Zombie             | Tom Taylorson           |

Nach Veröffentlichung des Virtual-Reality-Headsets HTC Vive im Jahre 2016, erschien mit dem Launchtitel The Lab das erste von Valve entwickelte VR-Spiel. Dieses fungiert als Zusammenstellung verschiedener Minispiele und dient als Einführung in die virtuelle Realität, stellt aber kein vollwertiges Spiel dar. Da viele Spieler sich nach einem AAA-VR-Spiel sehnten, begann die Entwicklung eines neuen VR-Titels. Während der Arbeit am Prototyp wurde eine Serie gesucht, in der das Spiel angesiedelt werden sollte. Portal und Half-Life kamen als Setting in die engere Auswahl, da jedoch nach Ansicht der Entwickler ein Portal-Spiel im Zusammenspiel mit Virtual Reality für Spieler zu verwirrend sei, wurde die Idee verworfen und sich für Half-Life entschieden. Die Verwendung von VR soll nicht nur ein Gimmick darstellen, von Beginn an wurde das Spiel von Grund auf für die virtuelle Realität konzipiert.
Das Spiel wurde am 20. November 2019 angekündigt, ein Trailer wurde einen Tag später präsentiert. Die Veröffentlichung war für März 2020 geplant und das Spiel erschien schließlich am 23. März ausschließlich auf der Internet-Vertriebsplattform Steam. Valve setzt als Spiel-Engine auf die selbst entwickelte Engine Source 2, die mit Half-Life: Alyx erstmals in einem Ego-Shooter Verwendung findet. Das Spiel ist für Besitzer der Valve Index kostenlos erhältlich und ist beim Kauf der Vive Cosmos Elite bereits enthalten. Bis zu der Veröffentlichung von Half-Life: Alyx stellte Valve 2 Monate vorher alle Half-Life-Teile auf Steam kostenlos zur Verfügung.
Am 15. Mai 2020 wurden Modding-Tools für Half-Life: Alyx veröffentlicht, die damit erstellen Inhalte können unter anderem auf dem Steam-Workshop geteilt werden. Im gleichen Update wurde außerdem Support für die Grafik-API Vulkan hinzugefügt, dadurch ist das Spiel ohne Umwege wie Proton unter Linux spielbar.

### Musik
Für die Musik des Spiels wurde Mike Morasky engagiert, der auch schon an früheren Valve-Produktionen wie Portal 2 oder Team Fortress 2 mitgewirkt hat. Unterstützt wurde er durch Kelly Bailey, der die Musik der vorherigen Half-Life-Teile komponiert hat.

## Synchronisation
Half-Life: Alyx ist der erste Teil der Reihe, der ohne deutsche Synchronisation ausgeliefert wird. Lediglich Untertitel und die weiteren Texte des Spiels wie Menüs wurde ins Deutsche und in einige weitere Sprachen übersetzt.
Die Schauspielerin Ozioma Akagha leiht der namensgebenden Protagonistin Alyx Vance ihre Stimme. Merle Dandridge, die Vance in Half-Life 2 und den beiden nachfolgenden Episoden gesprochen hat, kam in Half-Life: Alyx nicht erneut zum Einsatz, da laut Valve eine andere Stimme passender für die jüngere Alyx sei. Durch den Tod des Schauspielers Robert Guillaume wurde auch die Stimme von Eli Vance neu mit James Moses Black besetzt. Die Synchronstimmen einiger Charaktere aus den Vorgängern wie beispielsweise von Overwatch (Ellen McLain), den Vortigaunts (Tony Todd) oder auch dem G-Man (Mike Shapiro) kehren in Half-Life: Alyx zurück, des Weiteren gibt es einige neue Figuren wie Russell, gesprochen vom Schauspieler Rhys Darby.

## Rezeption

### Rezensionen
Half-Life: Alyx wurde von Kritikern und Redakteuren der marktführenden Print- und Online-Magazine größtenteils sehr positiv beurteilt. Als Stärken des Spiels werden die glaubwürdige Inszenierung und Immersion der Spielwelt, mithilfe der VR-Brillen, genannt. Auch die Abwechslung durch gelegentliche Rätselabschnitte wird als gelungen empfunden, auf einige Tester wirkten diese jedoch zu repetitiv. Kritisiert wurde außerdem die fehlende deutsche Sprachausgabe, die bisher in jedem Vorgänger vorhanden war.

„Für mich ist "Alyx" das mit Abstand beste VR-Spiel, das es bisher gibt. Valve hat einfach verstanden, worauf es in VR ankommt: auf eine lebendige Spielwelt. Das beidhändige Gameplay von "Alyx" dürfte zum Goldstandard für künftige VR-Action-Titel werden.“

„Das gewohnt geheimnisvolle und dystopische Setting entfaltet in Kombination mit dem Medium Virtual Reality seine einzigartige Wirkung ganz besonders. Die Spielwelt ist zuweilen unglaublich immersiv und bedrohlich; die Kämpfe und Rätsel angenehm herausfordernd. Das technische Gewand der verbesserten Engine begeistert und die erzählerische Gestaltung befindet sich ebenfalls auf einem sehr hohen Niveau.“

### Auszeichnungen
- Game Awards 2020[30]
  - Best VR/AR
- Global Industry Game Awards 2021[31]
  - Level Design
  - Achievements in New Technology
  - Gameplay Technology

### Verkaufszahlen
Am Veröffentlichungstag spielten bis zu 43.000 Spieler gleichzeitig Half-Life: Alyx. Damit setze sich das Spiel an die Spitze der höchsten erreichten Spielerzahlen verglichen mit anderen VR-Spielen auf Steam. Laut Analyst Daniel Ahmad sind die Zahlen für die Veröffentlichung eines VR-Titels erfolgreich, die dennoch relativ geringe Spielerzahl im Vergleich zu anderen AAA-Produktionen lässt sich durch die VR-Exklusivität begründen. Stärker nachgefragt waren hingegen Livestreams zu Half-Life: Alyx, nach Veröffentlichung zählten diese auf der Live-Streaming-Plattform Twitch zeitweise insgesamt fast 300.000 Zuschauer.
Nach Ankündigung des Spiels stieg die Nachfrage nach Valves eigenem VR-Headset Valve Index stark an. Dieses war infolgedessen bereits Anfang Dezember 2019 in Nordamerika ausverkauft und Mitte Januar 2020 schließlich weltweit. Im Februar 2020 gab Valve an durch die COVID-19-Pandemie die Nachfrage nicht wie geplant bedienen zu können. Erst im März 2020 war es wieder möglich das Headset auf Steam zu bestellen. Nach Zahlen des Marktforschungsunternehmens SuperData verkaufte Valve alleine im vierten Quartal 2019 103.000 Exemplare der Valve Index, im Vergleich dazu wurden im übrigen Jahr insgesamt 46.000 Einheiten abgesetzt.